# بيل مارتن جونيور
بيل مارتن جونيور (بالإنجليزية: Bill Martin, Jr.)‏ هو كاتب للأطفال ومدرس وكاتب أمريكي، ولد في 20 مارس 1916، وتوفي في 11 أغسطس 2004.

## وصلات خارجية
- الموقع الرسمي